# Agrochola spurcata
Agrochola spurcata là một loài bướm đêm trong họ Noctuidae.